# Liverpool Plains Shire
Liverpool Plains Shire är en kommun i Australien. Den ligger i delstaten New South Wales, i den sydöstra delen av landet, omkring 280 kilometer norr om delstatshuvudstaden Sydney. Antalet invånare var 7 678 vid folkräkningen 2016.
Följande samhällen finns i Liverpool Plains:
- Quirindi
- Currabubula
- Quipolly
- Premer
- Blackville